# Винкристин
Винкристин — лекарственное средство, цитостатический препарат, алкалоид растения розовый барвинок (лат. Vinca rosea).
Винкристин оказывает довольно специфическое иммуносупрессивное действие при идиопатической тромбоцитопенической пурпуре, понижает уровень антитромбоцитарных антител, уменьшает инфильтрацию костного мозга лимфоцитами и их цитотоксическую активность в отношении тромбоцитов. При других заболеваниях в качестве иммуносупрессивного препарата не применяется. 

Винкристин в форме лиофилизированного порошка для инъекций и раствора для инъекций включён в Перечень Жизненно необходимых и важнейших лекарственных средств.

## Фармакологическое действие
Винкристин работает частично путем связывания с белком тубулина, останавливая клетку от отделения ее хромосом во время метафазы; Затем клетка подвергается апоптозу. Молекула винкристина ингибирует образование и созревание лейкоцитов.

## Фармакокинетика
Проникает через гематоэнцефалический барьер в незначительных количествах. Связывание с белками плазмы — около 75%. Биотрансформируется в печени. Выводится преимущественно в виде метаболитов, с жёлчью (около 67%) и почками (около 12%).

## Показания

### В качестве цитостатического препарата
Острый лейкоз, лимфогранулематоз, неходжкинские лимфомы, миеломная болезнь, рабдомиосаркома, саркома Юинга, саркома костей и мягких тканей, остеогенная саркома, нейробластома, саркома Капоши, саркома матки, рак молочной железы, мелкоклеточный рак лёгких, меланома, эпителиома, рак почечной лоханки и мочеточников, рак мочевого пузыря, опухоль Вильмса, рак шейки матки, герминогенная опухоль яичка и яичников, хориокарцинома матки, эпендимома, менингиома, плеврит опухолевой этиологии, злокачественные опухоли половых органов у девочек.

### В качестве иммуносупрессивного препарата
При идиопатической тромбоцитопенической пурпуре (при устойчивости к глюкокортикоидам и неэффективности спленэктомии).

## Режим дозирования
Устанавливают индивидуально, в зависимости от показаний и стадии заболевания, состояния системы кроветворения, схемы противоопухолевой терапии.

## Побочное действие

### Со стороны системы кроветворения
Лейкопения, анемия, тромбоцитопения.

### Со стороны центральной и периферической нервной системы
Невропатия, невриты периферических нервов, головная боль, судороги, атаксия, депрессия, диплопия, птоз, галлюцинации, нарушения сна.

### Со стороны мочевыделительной системы
Полиурия, дизурия, атония мочевого пузыря, отёки, острая мочекислая нефропатия.

### Со стороны пищеварительной системы
Рвота, диарея, стоматит, запор, анорексия, паралитический илеус (особенно часто у детей).

### Прочие
Алопеция (проходящая после отмены лечения), артериальная гипотензия, отеки. Ототоксичен (может ухудшать слух).

## Противопоказания
Заболевания центральной и периферической нервной системы, выраженная лейкопения, беременность.

## Беременность и лактация
Винкристин противопоказан к применению при беременности. При необходимости применения в период лактации следует прекратить грудное вскармливание.
Женщины детородного возраста, получающие винкристин, должны применять надёжные методы контрацепции.
В экспериментальных исследованиях установлено тератогенное и эмбриотоксическое действие винкристина.

## Особые указания
Не рекомендуют применять винкристин у пациентов с ветряной оспой (в том числе недавно перенесённой или после контакта с заболевшими), с опоясывающим герпесом, другими острыми инфекционными заболеваниями. 

Следует соблюдать осторожность при применении винкристина при подагре (в том числе в анамнезе) и нефролитиазе, а также у пациентов, ранее получавших цитотоксическую или лучевую терапию. 

Частота побочных эффектов винкристина связана с суммарной дозой и длительностью терапии. 

При одновременном проведении лучевой терапии на область спинного мозга возможно усиление нейротоксического действия винкристина. 

Риск возникновения нейротоксических эффектов выше у пациентов пожилого возраста и лиц с неврологическими заболеваниями в анамнезе. При развитии периферических невритов следует прекратить введение винкристина. 

В процессе лечения необходимо контролировать картину периферической крови, активность печёночных трансаминаз и лактатдегидрогеназы, концентрации мочевой кислоты и билирубина в плазме крови. 

В период лечения не рекомендуется проведение вакцинации пациентов и членов их семей. 

С осторожностью назначают препарат при одновременном применении лекарственных средств, ингибирующих изоферменты CYP3A системы цитохрома P450. 

В экспериментальных исследованиях установлено канцерогенное и мутагенное действие винкристина.

## Лекарственное взаимодействие
При одновременном применении винкристин усиливает нейротоксические эффекты других препаратов. При одновременном применении винкристин ослабляет действие противоподагрических препаратов. При одновременном применении с урикозурическими средствами повышается риск развития нефропатии. Введение винкристина до применения блеомицина повышает противоопухолевый эффект терапии.
Одновременное применение с митомицином С может вызывать угнетение дыхания, бронхоспазм, особенно у предрасположенных пациентов. При одновременном применении винкристина и итраконазола возможно более раннее и более тяжёлое развитие нейротоксического эффекта.